# Johan Bakayoko
Saint-Cyr Johan Bakayoko (Overijse, 20 april 2003) is een Belgisch voetballer met een Ivoriaans vader en een Rwandese moeder. Hij verruilde in juli 2025 PSV voor RB Leipzig. In 2023 maakte hij zijn debuut in het Belgisch voetbalelftal.

## Clubcarrière

### Jeugd
Bakayoko speelde in de jeugd bij Oud-Heverlee Leuven en Club Brugge. Na een seizoen bij de U13 van Club, waar hij deel uitmaakt van de generatie van Lynnt Audoor, werd de aanvaller doorgestuurd omdat zijn attitude niet zou matchen met de "no sweat no glory-mentaliteit". Bij Club Brugge stak de rechterwinger uit Overijse er niet echt bovenuit. Vervolgens trok hij twee jaar naar KV Mechelen, waar hij indruk maakte op RSC Anderlecht met zijn flitsen. Hij voetbalde slechts één jaar op Neerpede. Bij de U16 dwong hij op basis van individuele acties speelminuten af. Het had echter maanden geduurd voor hij op tactisch en collectief vlak rendement kon halen binnen de manier van spelen bij Anderlecht. Daarom wou de staf minstens nog een jaar wachten voor ze hem een contract konden aanbieden. Bakayoko wachtte daar niet op en verhuisde in de zomer van 2019 op zijn zestiende naar PSV. Daar maakte hij deel uit van de PSV Academy.
De vleugelspeler debuteerde bij Jong PSV op 7 november 2020 in het betaald voetbal in de met 1-2 gewonnen uitwedstrijd tegen FC Den Bosch. Hij begon in de basis en speelde de volledige wedstrijd. In zijn debuutseizoen bij Jong PSV, waarin hij één keer doel trof in negentien optredens, kwam de naam van Bakayoko even ter sprake bij Eredivisieclub RKC Waalwijk. Om allerlei redenen kwam het uiteindelijk niet tot een transfer. In september 2022 tekende hij een contractverlenging die hem tot 2025 aan de "lampenclub" bond. Na zeventien doelpunten en twaalf assists in het tweede seizoen bij Jong PSV kreeg hij een volwaardige kans in de Eredivisie. Hij was met afstand de beste speler van het seizoen en dat opende perspectieven. In mei werd Bakayoko verkozen tot Nederlands Talent van het Jaar van de Keuken Kampioen Divisie. Hij kreeg de prijs uit handen van Louis van Gaal. Onder andere Dries Mertens (AGOVV) en Frenkie de Jong (Jong Ajax) behoorden tot zijn voorgangers.

### PSV
In de zomer van 2022 werd Bakayoko overgeheveld naar de A-kern. Door het vertrek van Ritsu Doan en de positiewissel van Yorbe Vertessen werd Bakayoko tweede in de hiërarchie voor een basisstek op de rechterflank. Noni Madueke was zijn concurrent die aanvankelijk de voorkeur kreeg van coach Ruud Van Nistelrooy. Door een zware blessure van Madueke schoof Bakayoko een rij naar voor.
De Belg maakt zodoende zijn opwachting in de basis in het duel met Ajax (3-5-winst) om de Johan Cruijff Schaal, maar overtuigen doet hij niet. Op 6 augustus 2022, in de eerste wedstrijd van het seizoen 2022/23 in de Nederlandse eredivisie scoorde Bakayoko tegen Emmen zijn allereerste goal voor het eerste elftal van PSV. De wedstrijd werd met 4-1 gewonnen. In de eerste seizoenshelft moest Bakayoko na de terugkeer van een aantal routiniers zich veelal tevredenstellen met invalbeurten. De situatie veranderde wanneer Gakpo (naar Liverpool) en Madueke (naar Chelsea) lucratieve toptransfers versierden. Plots schoof de Belgische belofte-international helemaal naar voren in de pikorde. Bakayoko bedankte voor het vertrouwen met 4 goals en 3 assists na Nieuwjaar.
Evengoed was dat niét het geval geweest, want in de slotdagen van de wintermercato verraste PSG met een lucratief bod voor Bakayoko. De Franse grootmacht was bereid om € 15.000.000,- (inclusief bonussen) neer te tellen. PSV ging er niet op in aangezien ze het potentieel van Bakayoko zagen. Bakayoko had op dat ogenblik nog een contract tot 2025 dat eind februari 2023 met één jaar verlengd werd.
Na de winterstop speelde Bakayoko in bijna alle wedstrijden. In 32 competitiewedstrijden was hij goed voor vijf doelpunten en drie assists. Op 30 april 2023 behaalde hij zijn eerste trofee. In de bekerfinale tegen Ajax won PSV na een strafschoppenserie (3-2 voor PSV). De wedstrijd eindigde in de reguliere speeltijd op 1-1. Bakayoko startte in de basis en werd na 87 minuten vervangen door Thorgan Hazard.
Onder de nieuwe trainer Peter Bosz werd Bakayoko vanaf het seizoen 2023/24 een vaste basisspeler in het team, dat het seizoen met een clubrecord aan aantal punten (91) als landskampioen afsloot. Ook behaalde het de achtste finales van de Champions League. In het seizoen 2024/25 begon Bakayoko tevens als basisspeler, maar door een mindere periode verloor hij deze aan Ivan Perisic. PSV werd wel op de slotdag van de Eredivisie opnieuw kampioen en behaalde in het seizoen opnieuw de achtste finales van de Champions League, alsook de halve finales van de KNVB Beker.

### RB Leipzig
In juli 2025 verruilde hij PSV voor de Duitse club RB Leipzig, dat zo’n twintig miljoen euro voor hem betaalde. Hij tekende een contract tot medio 2030. Hij maakte zijn officiële debuut in de DFB-Pokal tegen SV Sandhausen, waar hij een half uur voor tijd mocht invallen. De wedstrijd werd met 4–2 gewonnen.

## Clubstatistieken
| Seizoen     | Club        | Competitie     | Competitie | Competitie | Competitie | Beker | Beker | Beker | Internationaal | Internationaal | Internationaal | Overig | Overig | Overig | Totaal | Totaal | Totaal |
| Seizoen     | Club        | Competitie     | Wed.       | Dlp.       | Ass.       | Wed.  | Dlp.  | Ass.  | Wed.           | Dlp.           | Ass.           | Wed.   | Dlp.   | Ass.   | Wed.   | Dlp.   | Ass.   |
| ----------- | ----------- | -------------- | ---------- | ---------- | ---------- | ----- | ----- | ----- | -------------- | -------------- | -------------- | ------ | ------ | ------ | ------ | ------ | ------ |
| 2020/21     | Jong PSV    | Eerste divisie | 19         | 1          | 3          | —     | —     | —     | —              | —              | —              | —      | —      | —      | 19     | 1      | 3      |
| 2021/22     | Jong PSV    | Eerste divisie | 32         | 17         | 12         | —     | —     | —     | —              | —              | —              | —      | —      | —      | 32     | 17     | 12     |
| 2022/23     | Jong PSV    | Eerste divisie | 6          | 2          | 1          | —     | —     | —     | —              | —              | —              | —      | —      | —      | 6      | 2      | 1      |
| 2024/25     | Jong PSV    | Eerste divisie | 1          | 0          | 0          | —     | —     | —     | —              | —              | —              | —      | —      | —      | 6      | 2      | 1      |
| Club Totaal | Club Totaal | Club Totaal    | 58         | 20         | 16         | 0     | 0     | 0     | 0              | 0              | 0              | 0      | 0      | 0      | 58     | 20     | 16     |
| 2021/22     | PSV         | Eredivisie     | 3          | 0          | 0          | 1     | 0     | 0     | 0              | 0              | 0              | 0      | 0      | 0      | 4      | 0      | 0      |
| 2022/23     | PSV         | Eredivisie     | 23         | 5          | 5          | 4     | 1     | 0     | 5              | 1              | 0              | 1      | 0      | 0      | 33     | 7      | 5      |
| 2023/24     | PSV         | Eredivisie     | 33         | 12         | 9          | 2     | 1     | 0     | 12             | 1              | 5              | 1      | 0      | 0      | 48     | 14     | 14     |
| 2024/25     | PSV         | Eredivisie     | 30         | 9          | 1          | 3     | 1     | 0     | 12             | 2              | 1              | 1      | 0      | 1      | 46     | 12     | 3      |
| Club Totaal | Club Totaal | Club Totaal    | 89         | 26         | 15         | 10    | 3     | 0     | 29             | 4              | 6              | 3      | 0      | 1      | 141    | 33     | 22     |
| 2025/26     | RB Leipzig  | Bundesliga     | 0          | 0          | 0          | 1     | 0     | 0     | 0              | 0              | 0              | 0      | 0      | 0      | 1      | 0      | 0      |
| Club Totaal | Club Totaal | Club Totaal    | 0          | 0          | 0          | 1     | 0     | 0     | 0              | 0              | 0              | 0      | 0      | 0      | 1      | 0      | 0      |
| TOTAAL      | TOTAAL      | TOTAAL         | 147        | 46         | 31         | 11    | 3     | 0     | 29             | 4              | 6              | 3      | 0      | 1      | 200    | 53     | 38     |

Bijgewerkt t/m 18 augustus 2025.

## Interlandcarrière
Bakayoko werd in maart 2023 voor het eerst door bondscoach Domenico Tedesco opgeroepen voor het Belgisch voetbalelftal. Dit ter gelegenheid van de eerste kwalificatiewedstrijd voor het EK 2024 tegen Zweden en een oefeninterland tegen Duitsland. Hij verving Jérémy Doku die moest afhaken vanwege een hamstringblessure. Hij was samen met Roméo Lavia de enige debutant in de selectie. Bakayoko kon ook uitkomen voor Ivoorkust.
Bakayoko maakte op 24 maart 2023 zijn interlanddebuut, in de Friends Arena in Solna tegen Zweden. Hij viel in de 61e minuut in voor Dodi Lukebakio. Met een actie vanaf de rechterflank gaf hij een assist op Romelu Lukaku voor de 0-3, wat meteen de einduitslag was. Bakayoko startte op 20 juni 2023 voor het eerst in de basis. Hij scoorde eveneens zijn eerste doelpunt voor de nationale ploeg. Hij schoot in een met 0–3 gewonnen EK-kwalificatiewedstrijd in en tegen Estland de eindstand op het bord. Eind mei 2024 werd de vleugelspeler door bondscoach Domenico Tedesco opgenomen in de selectie voor het EK 2024 in Duitsland.

## Interlands
| Interlands van Johan Bakayoko voor België | Interlands van Johan Bakayoko voor België | Interlands van Johan Bakayoko voor België | Interlands van Johan Bakayoko voor België | Interlands van Johan Bakayoko voor België | Interlands van Johan Bakayoko voor België |
| No.                                       | Datum                                     | Wedstrijd                                 | Uitslag                                   | Soort Wedstrijd                           | Doelpunten                                |
| Als speler bij PSV                        | Als speler bij PSV                        | Als speler bij PSV                        | Als speler bij PSV                        | Als speler bij PSV                        | Als speler bij PSV                        |
| ----------------------------------------- | ----------------------------------------- | ----------------------------------------- | ----------------------------------------- | ----------------------------------------- | ----------------------------------------- |
| 1.                                        | 24 maart 2023                             | Zweden – België                           | 0 – 3                                     | Kwalificatie EK 2024                      | -                                         |
| 2.                                        | 28 maart 2023                             | Duitsland – België                        | 2 – 3                                     | Vriendschappelijk                         | -                                         |
| 3.                                        | 17 juni 2023                              | België – Oostenrijk                       | 1 – 1                                     | Kwalificatie EK 2024                      | -                                         |
| 4.                                        | 20 juni 2023                              | Estland – België                          | 0 – 3                                     | Kwalificatie EK 2024                      | 90'                                       |
| 5.                                        | 9 september 2023                          | Azerbeidzjan – België                     | 0 – 1                                     | Kwalificatie EK 2024                      | -                                         |
| 6.                                        | 13 oktober 2023                           | Oostenrijk – België                       | 2 – 3                                     | Kwalificatie EK 2024                      | -                                         |
| 7.                                        | 16 oktober 2023                           | België – Zweden                           | 1 – 1                                     | Kwalificatie EK 2024                      | -                                         |
| 8.                                        | 15 november 2023                          | België – Servië                           | 1 – 0                                     | vriendschappelijk                         | -                                         |
| 9.                                        | 19 november 2023                          | België – Azerbeidzjan                     | 5 – 0                                     | Kwalificatie EK 2024                      | -                                         |
| 10.                                       | 23 maart 2024                             | Ierland – België                          | 0 – 0                                     | Vriendschappelijk                         | -                                         |
| 11.                                       | 5 juni 2024                               | België – Montenegro                       | 2 – 0                                     | Vriendschappelijk                         | -                                         |
| 12.                                       | 8 juni 2024                               | België – Luxemburg                        | 3 – 0                                     | Vriendschappelijk                         | -                                         |
| 13.                                       | 17 juni 2024                              | België – Slowakije                        | 0 – 1                                     | EK 2024 groepsfase                        | -                                         |
| 14.                                       | 26 juni 2024                              | Oekraïne – België                         | 0 – 0                                     | EK 2024 groepsfase                        | -                                         |
| 15.                                       | 6 september 2024                          | België – Israël                           | 3 – 1                                     | UEFA Nations League 2024/25               | -                                         |
| 16.                                       | 9 september 2024                          | Frankrijk – België                        | 2 – 0                                     | UEFA Nations League 2024/25               | -                                         |
| 17.                                       | 14 november 2024                          | België – Italië                           | 0 – 1                                     | UEFA Nations League 2024/25               | -                                         |
| 18.                                       | 17 november 2024                          | Israël – België                           | 1 – 0                                     | UEFA Nations League 2024/25               | -                                         |
| Totaal                                    | Totaal                                    | Totaal                                    | Totaal                                    | Totaal                                    | 1                                         |

Bijgewerkt t/m 17 november 2024.

## Erelijst
| Eredivisie           | 2x | 2023/24, 2024/25 |
| KNVB Beker           | 2x | 2021/22, 2022/23 |
| Johan Cruijff Schaal | 2x | 2022, 2023       |